# عين سلوان

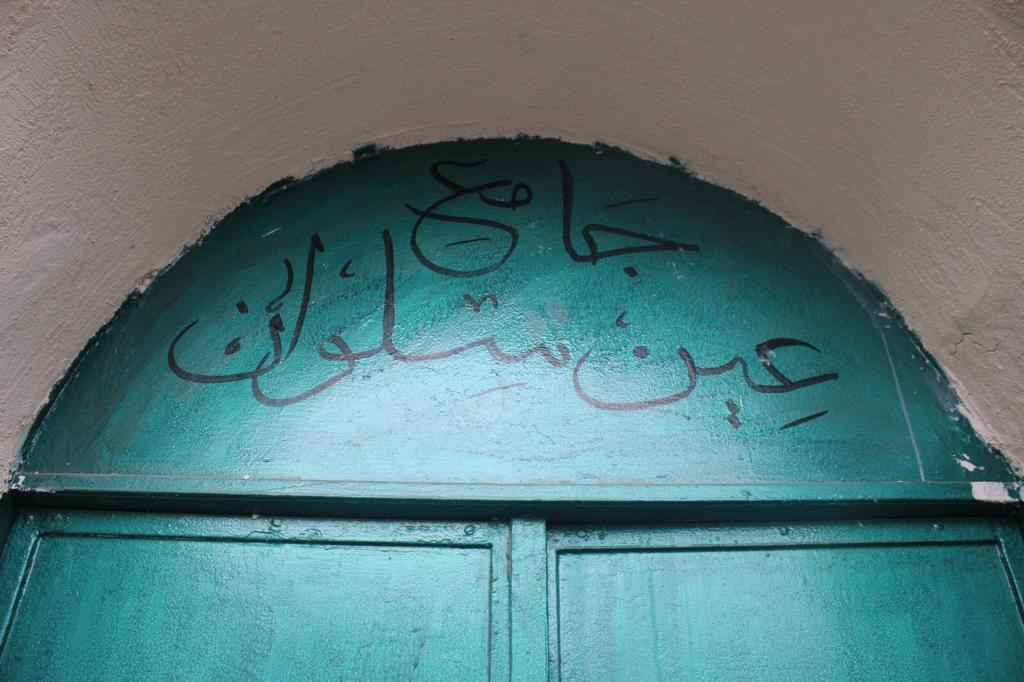
في عين سلوان

عين سلوان أو عين جيحون أو عين أم الدرج أو عين العذراء،  من أشهر عيون مدينة القدس وتبعد حوالي 300 متر عن الزاوية الجنوبية الشرقية لسور المسجد الأقصى وتتبع لقرية سلوان.

## مصدر العين ومسارها
يخرج من باطن الأرض منذ أكثر من5000 عام. ومن هذه العين حفر اليبوسيون نفقا إلى داخل المدينة لتأمين الماء في أوقات الحصار وجعلوه على شكل درج ينزل إلى العين.
يبدأ مسار العين من منطقة «العين الفوقا» أو «عين أم الدرج» لوجود درجات تُفضي إلى العين، وهي موجودة في منطقة مرتفعة قليلًا شمال سلوان، ومن ثمّ تهبط المياه في نفقٍ صخريّ ضيّق أسفل الأرض لتمتدّ على طول 533 مترًا حتّى تصل إلى بركة سلوان الأثرية المجاورة لجامع العين. يُمكن رؤية أعمدة الرخام عند بركة العين والّتي تعود إلى آثار بيزنطيّة.
بعد الوصول إلى البركة، تمتدّ مجاري المياه مسافة 107 أمتار لتصل إلى البركة السفليّة والّتي تُسمّى أيضًا «البركة الحمراء».

## أهميّة العين
استعمل أهل سلوان على مدار 7 قرون عين سلوان وبركها المرافقة لها للسباحة وريّ البساتين من مياه العين، حيث تُعتبر عين سلوان مورد الماء الطبيعيّ الوحيد في القدس، حيث تشتهر القدس بشحّ مصادرها المائيّة. ولذلك لم تكن العين مصدرًا لأهالي سلوان فقط، إنّما لكل القرى المجاورة الّذي أتوا من الطور والعيسويّة والسواحرة وصور باهر وأبو ديس والعيزريّة ليعبّئوا أوعية «التنك» أو القرب الجلدية بالماء لإرجاعها إلى بيوتهم محمّلة على الحمير. 

## تاريخ العين وأهميّتها الدينيّة
عين سلوان كانت مركز بداية مدينة القدس الكنعانيّة قبل آلاف السنين. وتعتبر العين مقدسة عند المسيحيين لأن المسيح استعمل ماءها لشفاء الرجل الاعمى. ويقال ان السيدة مريم العذراء غسلت بمائها ملابس الرضيع عيسى ولهذا سميت أيضا بعين العذراء.
وقال عنها ياقوت الحموي: «عين سلوان عين نضاحة، يُتَبرَّك بها ويُستشفَى بها بالبيت المقدس».
كما وتزيد أهميّة العين لتعيينها وقفًا إسلاميًا على زمن الخليفة عثمان بن عفّان، حيث وقفها لفقراء المدينة، ومن بعده جاء صلاح الدين الأيوبيّ ليوقف القرية ومقدّراتها وعينها على مصالح مدرسةٍ في شمال البلدة القديمة، بجانب باب الأسباط تحديدًا، واسمها «المدرسة الصلاحيّة». ورُمّمت مرافق العين عبر السنوات من نفقة أوقاف هذه المدرسة.

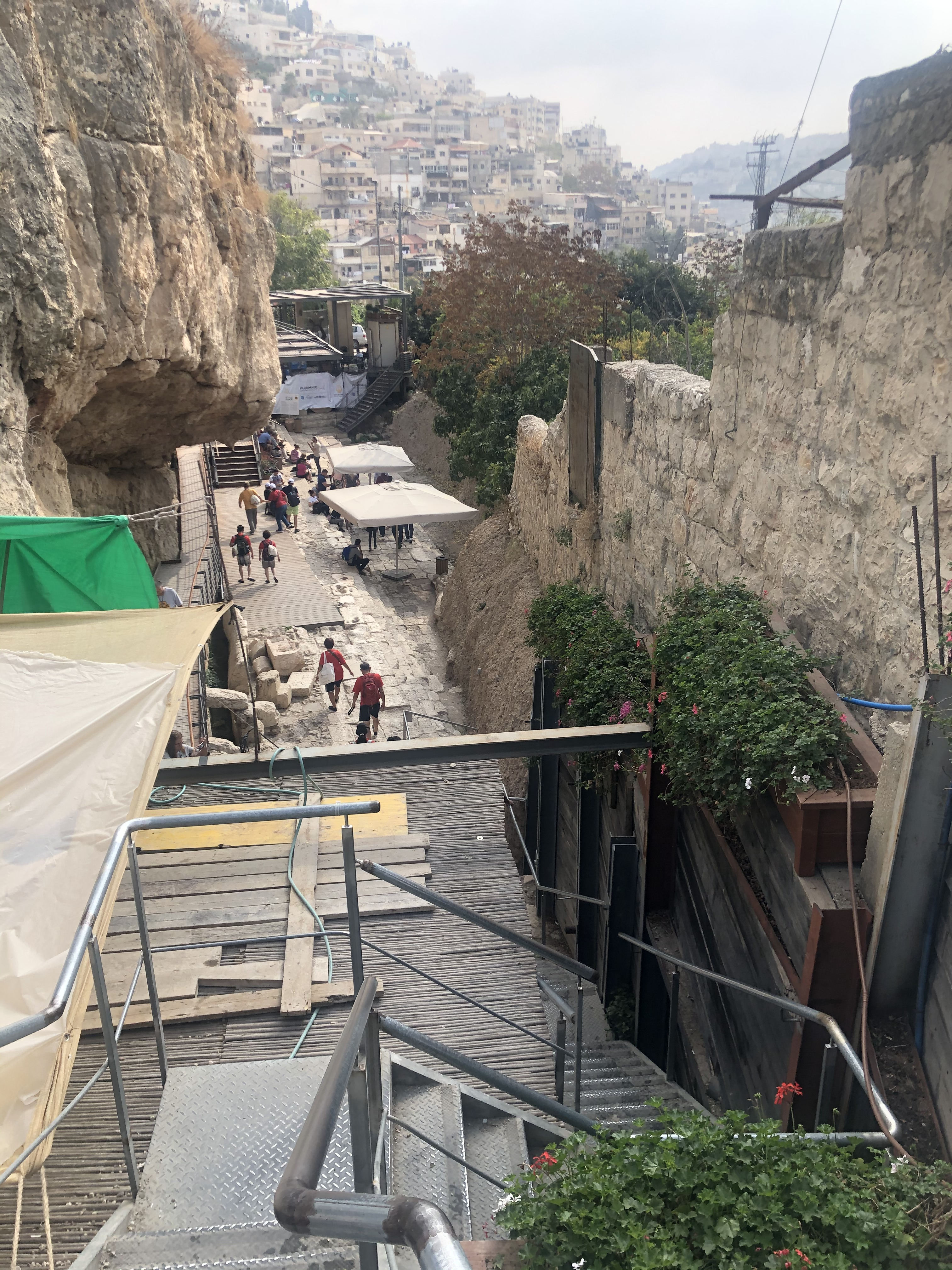
بركة سلوان

تقول إحدى الروايات المحكيّة عن عين سلوان أنّ أحد الأشخاص رمى دلوًا في عين ماء زمزم فوصلت عين سلوان، وأن مياه عين زمزم وعين سلوان هي مياه واحدة.

## الصراع السياسيّ على عين سلوان
تسيطر جمعيّة إلعاد الاستيطانية الصهيونيّة على الكثير من المرافق في بلدة سلوان، وتشمل عين سلوان. روّجت جمعيّة إلعاد إلى تحويل عين سلوان مسبحًا وملهًا استيطانيًا للأطفال الإسرائيليين، وتذكرها على أنّها «عين جيحون» المذكورة في التوراة ولا توجد أيّ إثباتات أن هذه العين تقع في هذا الموقع.

### الرواية الإسرائيليّة
تقول الرواية الإسرائيليّة أن النبيّ داوود\الملك داوود وصل من الخليل إلى «تل الظهور» الموجود بين سلوان والقدس، وجعل القدس عاصمة لقبائل إسرائيل، وأنّ ابن الملك داوود، واسمه سليمان، وصل لاحقًا وبنى «الهيكل الأول» على قمّة جبل موريًّا الّذي يقع عليه المسجد الأقصى اليوم، ليطلّ على مدينة داوود. تذكر الرواية الإسرائيليّة تطهّر «حجّاج الهيكل» بماء بركة سلوان الأثرية قبل صعودهم إلى الهيك الأول والثاني.

### تنفيذ المخطّطات عبر السنوات

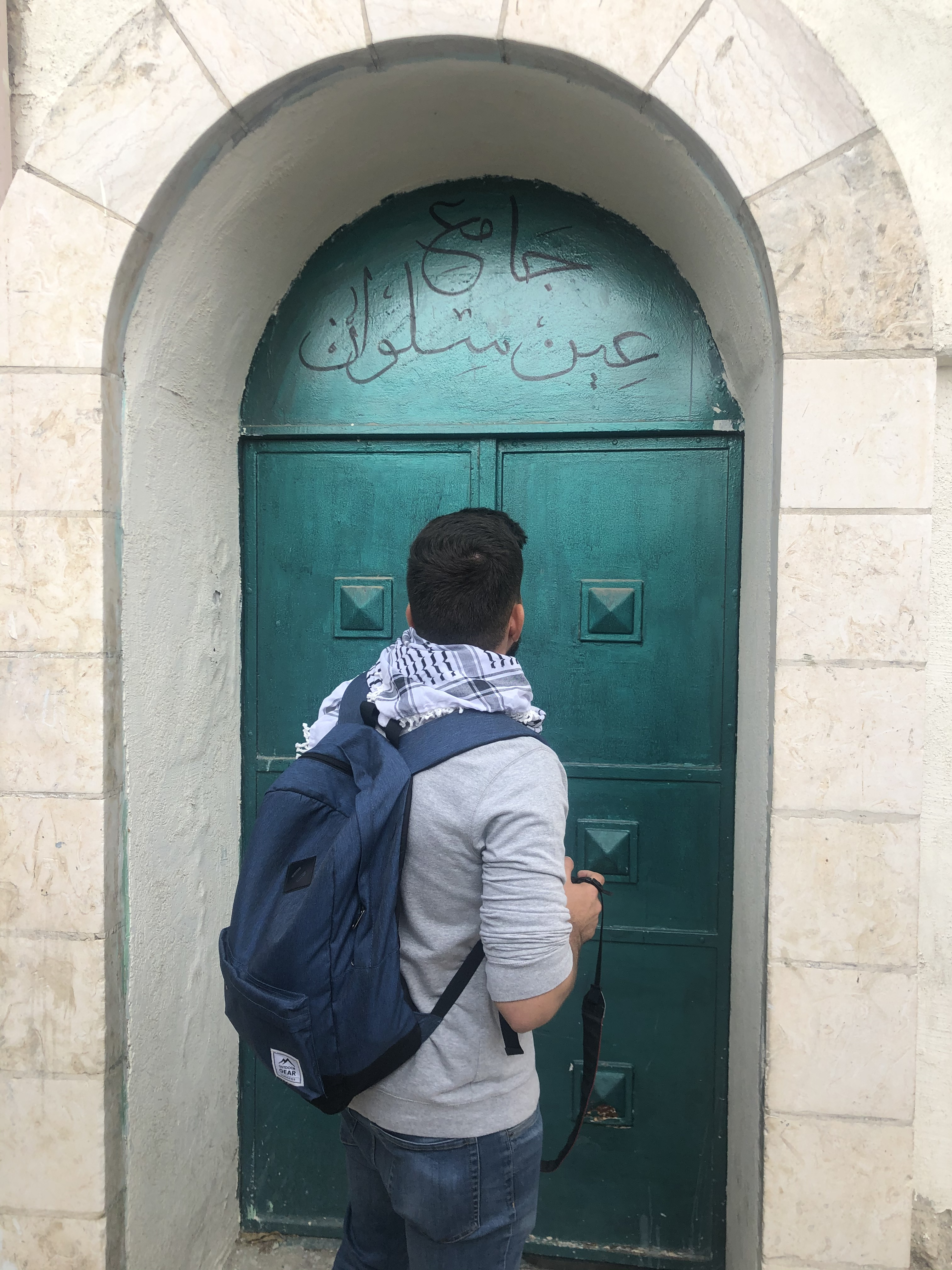
جامع عين سلوان الّذي تمّ توسيعه في محاولة لإيقاف تمدّد جمعيّة إلعاد في سلوان

- منتصف الثمانينات - منعت السلطات الإسرائيليّة دائرة الأوقاف الإسلاميّة من تعيين حارس على عين سلوان، والّتي تتبع للأوقاف بحسب الوثائق الرسميّة[4]
- جفّفت السلطات بركة العين التحتا، وبعضًا من مصادر المياه حولها كذلك.[4]
- مطلع التسعينات - أعلنت سلطة الطبيعة والحدائق عن مناقصة على السيطرة وإدارة الموقع الأثريّ «مدينة داوود» (الواقع هو أيضًا على أراضي سلوان).[4]
- مطلع التسعينات - جمعيّة إلعاد الاستيطانية تربح المناقصة وتسيطر على سلوان وعينها وتبدأ مخططاتها الاستيطانيّة.[4]
- حراك شعبيّ يلف العين ويفضي إلى توسيع مسجد العين لتجميع شباب القرية المحتجّين على عمليات التهويد، بالإضافة إلى افتتاح روضة للأطفال وترميم المسجد القديم لوقف تمدّد جمعيّة إلعاد في المنطقة.[4]